# 10. Panzerdivision (Bundeswehr)
Die 10. Panzerdivision (10. PzDiv) ist ein Großverband des Heeres der Bundeswehr mit Stab in der Balthasar-Neumann-Kaserne in Veitshöchheim. Die 20.000 Soldaten umfassende Division wird truppendienstlich vom Kommando Heer geführt und entstand Ende 2014 aus der Division Süd, steht aber in einer Traditionslinie mit der gleichzeitig aufgelösten alten 10. Panzerdivision. Sie ist neben der 1. Panzerdivision eine der zwei mechanisierten Divisionen der Bundeswehr und räumlich verortet in Süddeutschland. Sie führt den staufischen Löwen in ihrem Verbandsabzeichen und wird auch als die Löwendivision bezeichnet.

## Auftrag
Der Stab der Division führt truppendienstlich die ihr unterstellten Verbände und übernimmt die Planungs- und Durchführungsverantwortung für die Einsätze.

## Verbandsabzeichen und Motto
Das Verbandsabzeichen zeigt seit 1962 einen schwarzen Löwen (staufischer Löwe auf gelben Grund). Der Löwe ist ein Symbolbild der Kraft, Ausdauer und Heimatverbundenheit der 10. Panzerdivision, die seit 2001 die einzige mechanisierte Heeresdivision in Bayern und Baden-Württemberg ist. Der Löwe mit seinen roten Krallen wird so ähnlich auch im Wappen Baden-Württembergs abgebildet. Außerdem wird das Edelweiß oft im Zusammenhang mit dieser Division gezeigt, da dies das Traditionszeichen der deutschen Gebirgstruppe seit dem Jahre 1915 ist, die sich in Teilen in der 10. Panzerdivision seit der Auflösung der 1. Gebirgsdivision wiederfindet. Die Soldaten der Division tragen daher teilweise auch die traditionelle Bergmütze der Gebirgsjäger anstatt des Baretts. Der Wahlspruch stammt vom ehemaligen Divisionskommandeur, General Johann Adolf Graf von Kielmansegg, und lautet: „zuverlässig – beweglich – schnell“.

## Gliederung

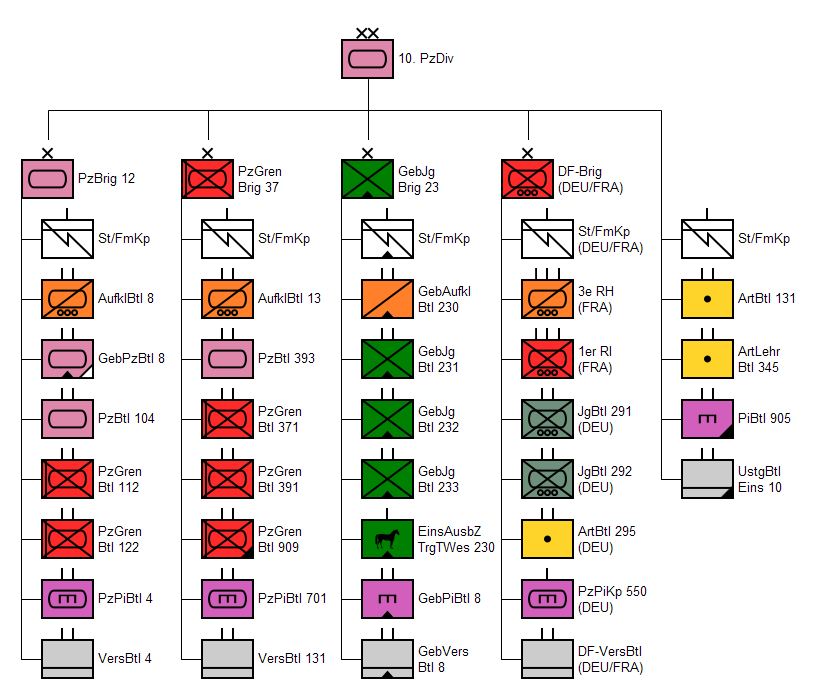
Gliederung der 10. Panzerdivision. (Stand 2019)

Divisionstruppen 10. Panzerdivision
- Fernmeldebataillon 10, Veitshöchheim[5]
- Sicherungsbataillon 10, Veitshöchheim[6] (Ergänzungstruppenteil, nicht aktiv, ehemals Unterstützungsbataillon Einsatz 10)
- Artillerielehrbataillon 345, Idar-Oberstein
- Aufklärungsbataillon 10, Füssen (Allgäu-Kaserne, ehemals GebAufklBtl 230)
- Panzerpionierbataillon 4, Bogen
- Versorgungsbataillon 8, Füssen (Teile in Mittenwald und Sonthofen, ehemals GebVersBtl 8)
- Pionierbataillon 905, Ingolstadt (Couleur: Gebirgspionierbataillon 8. Nicht aktiv. Kein eigenes Großgerät vorhanden bzw. langzeitlagernd.)

 Panzerbrigade 12 „Oberpfalz“
- Gliederung

 Panzergrenadierbrigade 37 „Freistaat Sachsen“
- Gliederung

 Panzerbrigade 45 „Litauen“
- Gliederung

 Deutsch-Französische Brigade (Deutsche Anteile)
- Gliederung

 13 Lichte Brigade der Niederländischen Landstreitkräfte
- Gliederung

## Geschichte

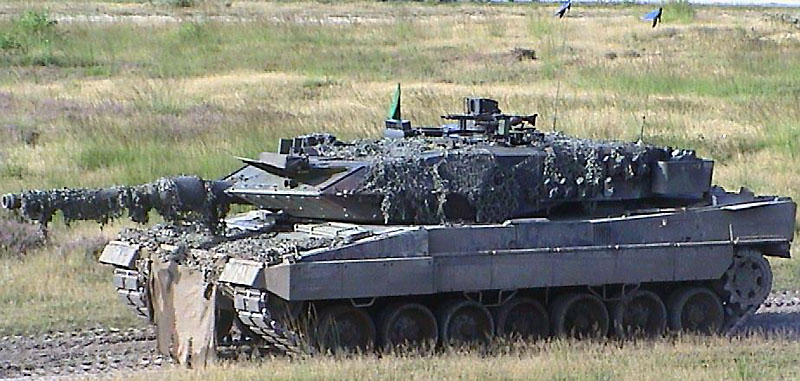
Kampfpanzer Leopard 2

### Die Division im Kalten Krieg
Die Division wurde am 1. Oktober 1959 offiziell in Sigmaringen, Nonnenhof, als 10. Panzergrenadierdivision in Dienst gestellt. Die gerade einmal 80 bis 115 Soldaten gehörten ursprünglich dem II. Korps in Ulm an. Zunächst wurden der Division die Panzergrenadierbrigade 29 (Pfullendorf) und Panzerbrigade 30 (Ellwangen) unterstellt.
1960 wurde das neu aufgestellte Artillerieregiment 10 (Pfullendorf) der Division eingegliedert. 1962 wurde die Division der NATO assigniert (in die NATO-Kommandostruktur als einsatzfähiger Verband eingebunden). Die Panzerbrigade 28 wurde 1964 in Neuburg an der Donau neu aufgestellt und der Division unterstellt. Die Brigade wurde später nach Donauwörth verlegt, 1970 zum Heimatschutzkommando 18 umgegliedert und schied aus der Division aus. Die Division selbst wurde in 10. Panzerdivision umbenannt. 1975 wurde das Panzerregiment 200 (bisher II. Korps) in die neu aufgestellte Panzerbrigade 28 umgegliedert und der Division unterstellt. 1981 wurde die Panzerbrigade 30 zur Panzergrenadierbrigade 30 umgegliedert. Die Division war zu dieser Zeit die panzerstärkste Division der Bundeswehr.
Sie gliederte sich damit wie folgt:
- Stab/Stabskompanie 10. Panzerdivision, Sigmaringen
- Panzerbrigade 28, Dornstadt
- Panzerbrigade 29, Sigmaringen
- Panzergrenadierbrigade 30, Ellwangen
- Artillerieregiment 10, Pfullendorf
  -  Feldartilleriebataillon 101, Pfullendorf
  -  Raketenartilleriebataillon 102, Pfullendorf
  -  Beobachtungsbataillon 103, Pfullendorf
  -  Begleitbatterie 10, Pfullendorf
- Flugabwehrregiment 10, Sigmaringen / Stetten
- Panzeraufklärungsbataillon 10, Ingolstadt
- Pionierbataillon 10, Ingolstadt
- Fernmeldebataillon 10, Sigmaringen
- Instandsetzungsbataillon 10, Sigmaringen (3. Kompanie in Heidenheim am Hahnenkamm)
- Nachschubbataillon 10, Ellwangen
- Sanitätsbataillon 10, Esslingen am Neckar
- Feldersatzbataillon 101 (GerEinh), Sigmaringen / Stetten
- Feldersatzbataillon 102 (GerEinh), Pfullendorf
- Feldersatzbataillon 103 (GerEinh), Sigmaringen
- Feldersatzbataillon 104 (GerEinh), Sigmaringen
- Feldersatzbataillon 105 (GerEinh), Rainau
- Jägerbataillon 106 (GerEinh), Amstetten
- Jägerbataillon 107 (GerEinh), Münchsmünster
- Sicherungsbataillon 108 (GerEinh), Pfullendorf
- Heeresfliegerstaffel 10, Neuhausen ob Eck
- Heeresmusikkorps 10, Ulm
- ABC-AbwKp 10, Bruchsal
- Fernmeldekompanie 10 (Eloka), Donauwörth
- Fernmeldeausbildungskompanie 1/10, Sigmaringen
- Ausbildungskompanie Stabsdienst/MKF 2/10, Todtnau-Fahl
- Panzeraufklärungsausbildungskompanie 3/10, Ingolstadt
- Instandsetzungsausbildungskompanie 5/10, Stetten
- Instandsetzungsausbildungskompanie 6/10, Engstingen
- Nachschubausbildungskompanie 7/10, Ellwangen
- Feldnachrichtenzug 10 (GerEinh), Sigmaringen

### Die Division nach 1990
1992 wurde die Division als ein Verband der Krisenreaktionskräfte kategorisiert und in das Eurokorps in Straßburg eingebunden. 1993 wurden die Panzerbrigaden 28 und 29 sowie ein Großteil der Divisionstruppen aufgelöst. Dafür wurden jedoch im selben Jahr die Divisionstruppen anderer Divisionen unterstellt und die Pionierbrigade 50 in Bogen neu aufgestellt. Das Artillerieregiment 12 Tauberbischofsheim kam von der 12. Panzerdivision, das gemischte Flugabwehrregiment 2 in Fuldatal von der 2. Panzergrenadierdivision. Das Führungsunterstützungsregiment 50 Sigmaringen wurde u. a. aus Teilen der bisherigen Stabskompanie 10. Panzerdivision, dem Fernmeldebataillon 10 der Division und den Heeresmusikkorps 9 (Stuttgart), 10 (Ulm) und 12 (Tauberbischofsheim) neu gebildet. 1994 fusionierte die Division mit dem bisherigen Wehrbereichskommando V zum WBK V/10. PzDiv. Die Panzerbrigade 12 (Amberg), bisher Teil der 4. Panzergrenadierdivision in Regensburg, wurde ihr unterstellt. 1997 stellte die Division Kräfte für die Einsätze auf dem Balkan. Die 10. Panzerdivision stellte auch 1992/1993 (und auch 2005) als Leitdivision die Masse der Soldaten für die Auslandseinsätze auf dem Balkan und in Afghanistan. 2001 wurden die 10. Panzerdivision und das Wehrbereichskommando V wieder aufgeteilt (die ehemaligen Wehrbereichskommandos V und VI wurden das neue Wehrbereichskommando IV (München)). Die Panzerbrigade 12 wechselte zur 13. Panzergrenadierdivision (Leipzig). 2001 wurde die Division zunächst durch die Übernahme von Verbänden der ehemaligen 1. Gebirgsdivision (außer Dienst gestellt am 30. Juni 2001), darunter auch die Gebirgsjägerbrigade 23 auf circa 32.000 Soldaten vergrößert (damals die größte Division der Bundeswehr) und erreichte erst 2004 die Zielpersonalstärke von rund 13.000 Soldaten. 2002 wurde die Pionierbrigade 50 in Bogen zum Sanitätskommando IV umgegliedert, dem Sanitätsführungskommando unterstellt und verließ damit die Division. 2004 wurden die 1. bis 3. Kompanie des Führungsunterstützungsregiments 50 in Sigmaringen und Pfullendorf außer Dienst gestellt, aus Teilen der 1. Kompanie die Stabskompanie 10. Panzerdivision wieder neu aufgestellt. Ebenfalls wurde der Division das Fernmeldebataillon 10 wieder direkt unterstellt. 2006 wurde der deutsche Anteil der Deutsch-Französischen Brigade truppendienstlich dem Heeresführungskommando direkt unterstellt. Bisher war dies Aufgabe der 10. Panzerdivision. 2006 wechselte die Panzerbrigade 12 aus Amberg wieder zur 10. Panzerdivision. Am 1. Oktober 2007 wurde das Fernmeldebataillon 10 erneut aufgelöst, wobei es weitgehend in das am gleichen Standort aufgestellte Führungsunterstützungsbataillon 291 sowie der Fernmeldekompanie Eurokorps aufging. Die Panzergrenadierbrigade 30 wurde zum 31. März 2008 aufgelöst.
Am 16. Mai 2009 wurde in Sigmaringen das 50-jährige Bestehen der 10. Panzerdivision im Beisein von Generalinspekteur Wolfgang Schneiderhan und weiteren nationalen und internationalen Ehrengästen gefeiert. Das Jubiläums-Biwak mit Waffenschau endete mit einem Großen Zapfenstreich, gestaltet vom Heeresmusikkorps 10 aus Ulm.
Anlässlich der Kommandoübergabe von Markus Bentler an Erhard Bühler am 29. Juli 2009 verlieh der Befehlshaber des Heeresführungskommandos, Generalleutnant Carl-Hubertus von Butler, der Division als einem der ersten Verbände über der Bataillonsebene eine eigene Truppenfahne.

### Neuausrichtung der Bundeswehr

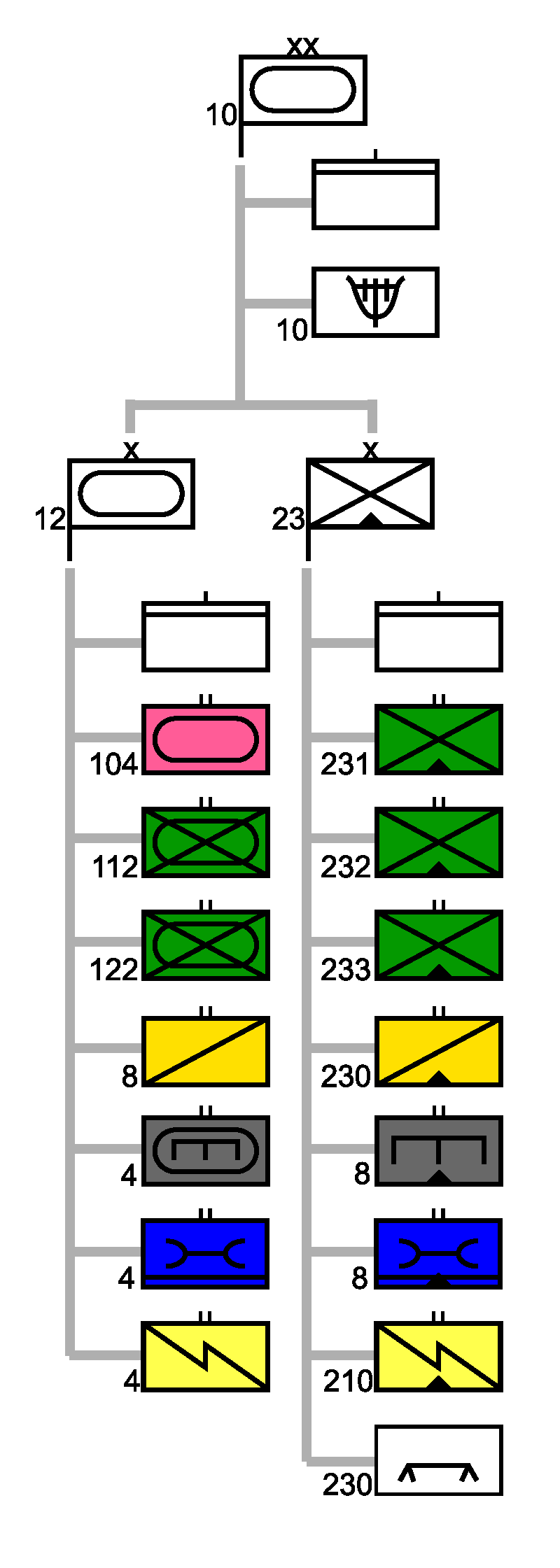
Gliederung der alten 10. Panzerdivision vor der Neuausrichtung der Bundeswehr

Die Neuausrichtung der Bundeswehr, die im Jahr 2010 eingeleitet wurde, führte zu grundlegenden Veränderungen der 10. Panzerdivision. Am Standort Veitshöchheim wurde zum 1. Oktober 2013 ein Stab für eine neu ausgeplante Division Süd ausgeplant. Die Division Süd übernahm bis Ende 2014 Teile der aufzulösenden Division Luftbewegliche Operationen und fast alle Truppenteile der 10. Panzerdivision. Ende 2014 wurde die nur noch aus ihrem Stab bestehende 10. Panzerdivision außer Dienst gestellt. Damit war die „alte“ 10. Panzerdivision in Sigmaringen aufgelöst. Im Gegenzug wurde die Division Süd in Veitshöchheim im Dezember 2014 in 10. Panzerdivision umbenannt. Diese neue 10. Panzerdivision ist die Nachfolgerin und Traditionsträgerin der alten 10. Panzerdivision in Sigmaringen. Sie übernimmt unter anderem deren Verbandsabzeichen. Zum 1. Januar 2015 wurde das nicht aktive Unterstützungsbataillon 10 in Veitshöchheim neu aufgestellt. Ende 2015 wurde das Sicherungsbataillon 12 in Hardheim aufgelöst.
Siehe: Gliederung des Heeres (Bundeswehr, Heer 2011)
Am 30. März 2023 wurde die 13. Leichte Brigade der Niederländischen Landstreitkräfte in die 10. Panzerdivision eingegliedert. Zuvor war die Gebirgsjägerbrigade 23 an die Division Schnelle Kräfte abgegeben worden.

### Division 2025
War im Rahmen der Verpflichtungen zur NATO ursprünglich angedacht, die 10. Panzerdivision bis zum Jahr 2027 zu einem voll ausgestatteten und kaltstartfähigen Großverband zu befähigen, wurde nach Beginn des russischen Überfalls auf die Ukraine das Projekt „Division 2025“ beschlossen, das die kurzfristige Einsatzbereitschaft und Full Operational Capability der 10. Panzerdivision bereits zum Jahr 2025 vorsieht. Auch wurde das Ziel herausgegeben, die 10. Panzerdivision um ca. 10.000 auf 30.000 Soldaten zu vergrößern. Mit Stand Anfang 2024 wird davon ausgegangen, dass im Jahr 2025 erst die Initial Operational Capability der 10. Panzerdivision erreicht ist. Die Division 2025 soll auch die Führung der in Litauen aufzustellenden Panzerbrigade 45 übernehmen.
Am 17. März 2024 wurden der Division das Gebirgsaufklärungsbataillon 230, das Gebirgspionierbataillon 8 und das Gebirgsversorgungsbataillon 8 von der Gebirgsjägerbrigade 23 unterstellt. Am 11. September 2024 wurde das Artilleriebataillon 131, bisher Teil der Divisionstruppen der 10. Panzerdivision, der Panzerbrigade 12 unterstellt.

## Liste der bisherigen Divisionskommandeure
| Nr. | Name                                           | Beginn der Amtszeit | Ende der Amtszeit  |
| --- | ---------------------------------------------- | ------------------- | ------------------ |
| 24  | Generalmajor Jörg See                          | 13. September 2024  |                    |
| 23  | Generalmajor Ruprecht von Butler               | 25. März 2021       | 13. September 2024 |
| 22  | Generalmajor Harald Gante                      | 7. September 2018   | 25. März 2021      |
| 22  | Generalmajor Bernd Schütt                      | 7. August 2014      | 7. September 2018  |
| 21  | Brigadegeneral Johann Langenegger              | 4. Juni 2013        | 28. Mai 2014       |
| 20  | Generalmajor Erhard Bühler                     | 29. Juli 2009       | 4. Juni 2013       |
| 19  | Generalmajor Markus Bentler                    | 9. Mai 2006         | 29. Juli 2009      |
| 18  | Generalmajor Manfred Engelhardt                | 31. März 2004       | 9. Mai 2006        |
| 17  | Generalmajor Jan Oerding                       | 9. März 2001        | 31. März 2004      |
| 16  | Generalmajor Karl-Heinz Lather                 | 20. März 1998       | 9. März 2001       |
| 15  | Generalmajor Rüdiger Drews                     | 27. September 1994  | 20. März 1998      |
| 14  | Generalmajor Joachim Spiering                  | 19. März 1993       | 27. September 1994 |
| 13  | Generalmajor Manfred Gerber                    | 26. März 1990       | 19. März 1993      |
| 12  | Generalmajor Hannsjörn Boës                    | 25. März 1988       | 26. März 1990      |
| 11  | Generalmajor Horst Albrecht                    | 27. September 1983  | 25. März 1988      |
| 10  | Generalmajor Werner Lange                      | 1. Oktober 1980     | 27. September 1983 |
| 9   | Generalmajor Eberhard Hackensellner            | 29. September 1977  | 1. Oktober 1980    |
| 8   | Generalmajor Günter Kießling                   | 13. Januar 1976     | 29. September 1977 |
| 7   | Generalmajor Jürgen Brandt                     | 24. Juni 1974       | 13. Januar 1976    |
| 6   | Generalmajor Rudolf Reichenberger              | 1. April 1971       | 24. Juni 1974      |
| 5   | Generalmajor Siegfried Schulz                  | 1. Oktober 1968     | 1. April 1971      |
| 4   | Generalmajor Kurt Gerber                       | 1. Januar 1965      | 1. Oktober 1968    |
| 3   | Generalmajor Josef Moll                        | 11. Juli 1963       | 1. Januar 1965     |
| 2   | Generalmajor Johann Adolf Graf von Kielmansegg | 21. Oktober 1960    | 11. Juli 1963      |
| 1   | Generalmajor Leo Hepp                          | 8. Dezember 1959    | 21. Oktober 1960   |

## Verbandsabzeichen und interne Verbandsabzeichen der Dienststellen

Verbandsabzeichen Panzergrenadierbrigade 30 (außer Dienst)
Verbandsabzeichen Panzerbrigade 12 (Cham)
Verbandsabzeichen Gebirgsjägerbrigade 23 (Bad Reichenhall)
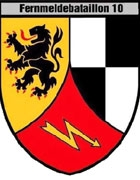
Internes Verbandsabzeichen Fernmeldebataillon 10 (Sigmaringen) (außer Dienst)
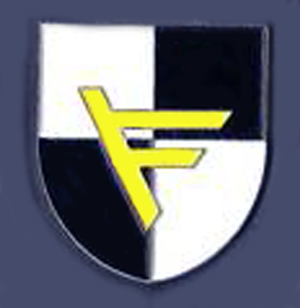
Internes Verbandsabzeichen Führungsunterstützungs- regiment 50 (außer Dienst)

## Partnerschaft
Es bestand eine langjährige Partnerschaft der 10. Panzerdivision mit dem Landkreis Sigmaringen. Diese bedurfte der Genehmigung des Verteidigungsministeriums. Am 29. April 2014 wurde sie mit einer Serenade auf dem Marktplatz in Bad Saulgau aufgelöst.